# Александар Моч
Александар Моч (Жабаљ, 3. јун 1883 — Нови Сад, 10. август 1952) био је српски адвокат, политичар и председник Матице српске.

## Биографија
Отац му је био Mócs Ferenc (Фрањо Моч) из Перкача крај Темерина, по народности вероватно покатоличени Русин, а мајка Јелена рођ. Гајшин из Ђурђева, пореклом из српске граничарске породице. Одгајан је у православном духу, а за славу је узео крсну славу породице Гајшин - Свети великомучениик Трифун.
Основну школу похађао је у Старом Бечеју и Србобрану. Потом у Новом Саду завршава Српску православну велику гимназију(1901). Право најпре студирао у Печују, а наставио у Загребу и Будимпешти, да би доктор политичких и правних наука постао у Коложвару. Адвокатски испит положио је 1912. у Будимпешти.
Од 1912. до 1952. (са краћим прекидима) са успехом се бавио адвокатуром у Новом Саду. Његова адвокатска канцеларија бавила се углавном цивилним правом.

### Учешће у политичком животу
Уочи ослобођења и присаједињења Војводине Србији био је ангажован у раду Српског народног одбора (СНО) као члан ужег руководства. Заједно са Јашом Томићем и још тројицом Срба као повереника СНО преговарао је са аустроугарским властима и војском око мирног напуштања града.
Када је успостављена српска власти именован је за шефа полиције, при чему је очувао јавни ред и мир и безбедност грађана и њихове имовине у прелазном периоду.
Припадао је Демократској странци, а када је 1924. дошло до раскола, определио се за крило предвођено Светозаром Прибићевићем. Потом је постао истакнути члан Самосталне демократске странке и шеф месног одбора у Новом Саду. Супротстављао се Шестојануарској диктатури, због чега је дошао у сукоб са властима.
Када је дошло до окупљања опозиције с циљем борбе за демократизацију земље, постао је један од водећих лидера Војвођанског фронта. Био је један од аутора Новосадске резолуције (1932), у којој су тражене промене у друштвеном поретку.

### Матица српска
Од краја двадесетих година 20. века делује у Матици српској. Био је члан Управе, а 1931. је изабран за потпредседника. Након оставке Васе Стајића постаје председник Матице, и ту функцију је обављао од 1936. до 1945. Уједно је био и председник Музејског одбора и Старатељства Сиротишта Марије Трандафил.
За време његовог мандата основан је Музеј Матице српске (1933) и подигнут је споменик Светозару Милетићу (био је председник одбора). Подржавао је и Студентску матицу и Омладински културно-привредни покрет (ОМПОК).

### Чланство у организацијама
У Јадранској стражи био је председник Надзорног одбора, потпредседник Југословенско-бугарске лиге и потпредседник и заменик председника Савеза српских земљорадничких задруга Војводине.

### Активност током и након окупације Југославије у Другом светском рату
Пошто се Матица српска налазила под мађарском комесарском управом у Другом светком рату Моч је као председник ставио до знања окупаторима да ће Матица обуставити своју културну, просветну и националну делатност, и да се неће ставити у њихову службу. Помагао је и покрет отпора, а у својој канцеларији је скривао заменика политичког секретара ПК КПЈ Бранка Бајића.
Након ослобођења др Моч је изабран за председника Покрајинског одбора Јединственог народноослободилачког фронта (1944-46), за посланика Народне скупштине Војводине (1945-47) и посланика на Трећем заседању АВНОЈ-а у Београду. Био је и члан Главног народноослободилачког одбора Војводине. Матицу је ипак морао напустити, а на место председника поново долази Васа Стајић. Циљ је био да грађански настројена Матица буде потчињена новој владајућој идеологији.

### Адвокатска комора
У Адвокатској комори Војводине био је после ослобођења 1945-46. председник Управног одбора. Обављао и функцију председника Адвокатске испитне комисије (1922-41, с прекидом) и председника Дисциплинског суда (1931-41).
Са супругом Милицом имао је сина и три ћерке (Душана, Јелену, Мару и Милену).
Одликован је Орденима Светог Саве IV степена и Југословенске круне III реда.